# 羅馬化 (文化)
罗马化是指被罗马共和国以及罗马帝国征服的區域以及周邊地區被羅馬人涵化、融合和同化的過程。這當中上层阶级首先被羅馬化，而边远农村的农民被羅馬化的時間最晚。